# Distretto di Maragua
Il distretto di Maragua (in inglese: Maragua District) è stato un distretto della Provincia Centrale del Kenya, con capoluogo Maragua. Fu costituito nel settembre del 1996 per scorporo dall'allora distretto di Muranga.
È stato soppresso nel 2013, quando è stato riaccorpato alla contea di Muranga.